# Woodlawn (Ohio)
Woodlawn es una villa ubicada en el condado de Hamilton en el estado estadounidense de Ohio. En el Censo de 2010 tenía una población de 3294 habitantes y una densidad poblacional de 494,87 personas por km².

## Geografía
Woodlawn se encuentra ubicada en las coordenadas 39°15′20″N 84°28′15″O / 39.25556, -84.47083. Según la Oficina del Censo de los Estados Unidos, Woodlawn tiene una superficie total de 6.66 km², de la cual 6.66 km² corresponden a tierra firme y (0%) 0 km² es agua.

## Demografía
Según el censo de 2010, había 3294 personas residiendo en Woodlawn. La densidad de población era de 494,87 hab./km². De los 3294 habitantes, Woodlawn estaba compuesto por el 26.11% blancos, el 67.21% eran afroamericanos, el 0.18% eran amerindios, el 2.85% eran asiáticos, el 0.09% eran isleños del Pacífico, el 1.09% eran de otras razas y el 2.46% pertenecían a dos o más razas. Del total de la población el 2.34% eran hispanos o latinos de cualquier raza.